# Aan het Volk van Nederland
Aan het Volk van Nederland is een pamflet dat in de nacht van 25 op 26 september 1781 over alle grote steden in de Republiek der Verenigde Nederlanden werd verspreid vanuit geblindeerde koetsen. Het stelt dat het hele politieke bestel, gedomineerd door het Oranje erfstadhouderlijk stelsel, corrupt is en omver geworpen dient te worden ten gunste van een democratische republiek. Het pamflet werd de geloofsbelijdenis van de patriotten.
De gewesten en de Generaliteit vaardigden strenge plakkaten tegen het pamflet uit en trachtten uit te vinden wie het had geschreven. Pas in 1891, ruim honderd jaar na het verschijnen van het pamflet, kon onomstotelijk worden bewezen dat prominente patriottenleider Joan Derk van der Capellen tot den Pol (1741–1784) de auteur was.

## Voorgeschiedenis
In december 1780 verklaarde het Britse Rijk de Republiek de oorlog omdat zij tot het Verbond van Gewapende Neutraliteit wilde toetreden om haar recht om met de opstandige Amerikaanse koloniën handel te drijven veilig te stellen. Deze Vierde Engels-Nederlandse Oorlog verliep rampzalig voor Nederland waardoor het land het door de Britse blokkade economisch zwaar te verduren kreeg. Het altijd dwarsliggende Amsterdam kreeg van de oranjegezinden de schuld, maar andere pamflettisten waren van mening dat de stadhouder en zijn trawanten de ware schuldigen waren.
Joan Derk van der Capellen tot den Pol was sinds zijn verwijdering uit de Staten van Overijssel in 1778 ambteloos burger. In de zomer van 1781 reisde hij af naar zijn landhuis Appeltern, waar hij de radicaalste actie voor zijn erkenning als politicus voorbereidde. In Aan het Volk van Nederland noemt hij het onrecht dat hem persoonlijk was aangedaan in Overijssel toen hij trachtte de drostendiensten af te schaffen, maar het is slechts een van de vele zaken die aan de kaak worden gesteld. Hoewel vrijwel onmiddellijk na de verspreiding de verkoop en zelfs het bezit van dit pamflet ten strengste werd verboden, zouden er in 1781 en 1782 vier herdrukken van verschijnen, de Engelse, Franse en Duitse vertalingen niet meegerekend. In 1788 speelde Aan het Volk van Nederland weer een grote rol, omdat Honoré Gabriel de Riqueti er op teruggreep in zijn Lettres aux Bataves sur le Stadhoudérat ("Brieven aan de Bataven over het Stadhouderschap").

## Inhoud van het pamflet
De geschiedenis van Nederland wordt in Van der Capellens Aan het Volk van Nederland niet verteld vanuit het perspectief van de Oranjes of de regenten maar vanuit het perspectief van het volk. De Oranjes vooral, maar ook de regenten, hebben hun best gedaan om de natuurlijke en historische vrijheden van het volk af te pakken. De oude Bataven waren frank en vrij, maar daarna verging het de inwoners van Nederland steeds slechter. In de Middeleeuwen maakten graven en hertogen de dienst uit. Daarna waren het de Bourgondiërs en Habsburgers. Tegen Filips II kwamen de Nederlanders in opstand, maar de prinsen van Oranje die Nederland hadden verlost van de tirannie uit Spanje, waren ook uit op het vergroten van hun eigen macht.
Voor Willem de Zwijger lag de gravenhoed klaar, Maurits was een boef die Johan van Oldenbarnevelt liet ombrengen, dankzij Frederik Hendrik werd er een huwelijk gesloten tussen Willem II en Maria Stuart waarmee de rampzalige betrekkingen tussen het Engelse koningshuis en de Oranjes begonnen. Willem II probeerde Amsterdam te overweldigen. Willem III was een alleenheerser die de Regeringsreglementen instelde in de provincies Utrecht, Gelderland en Overijssel. Willem IV en Willem V vervolgden deze weg en waren ware despoten. Dat vanaf het huwelijk van Willem II met Maria Stuart de dynastieke belangen de nationale gingen overheersen en dat vanaf Frederik Hendrik de Oranjes streefden naar een monarchie, wijkt volgens de historici Jan Romein (1893–1962) en Annie Romein-Verschoor (1895–1978) niet veel af van de conclusies van de moderne wetenschap (verwijzend naar Pieter Geyls Oranje en Stuart (1939)).
De vaderlandse geschiedenis vanuit Capelliaans perspectief is echter nog maar de aanloop tot waar het Aan het Volk van Nederland eigenlijk om gaat: Joan Derks kritiek op de misstanden waar de Republiek nu mee te kampen heeft. Dat de oorlog tegen Engeland rampzalig verloopt, is de schuld van Willem V. Ook heeft Van der Capellen kritiek op het privéleven van de stadhouder, zijn openbare dronkenschap en zijn toenaderingen tot freule Stijn. Pas helemaal aan het eind komt Joan Derk met praktische voorstellen, zijn programma tot hervorming:
"Verzamelt U elk in Uw steden en ten plattelande in Uw dorpen. Komt vreedzaam bijeen, en kiest uit Uw midden een matig aantal goede, deugdzame, vrome mannen; kiest goede patriotten, waarop gij vertrouwen kunt. Zendt dezen als Uw gecommitteerden naar die plaatsen, waar de Staten van Uw verschillende provincies vergaderen en beveelt hun, dat zij zodra mogelijk bij elkander komen om uit naam en op het gezag dezer natie, met en naast de Staten van elke provincie een nauwkeurig onderzoek te doen naar de redenen van de verregaande traagheid en slapheid waarmee de bescherming van het land tegen een geduchte en vooral actieve vijand wordt behandeld. Beveelt hun verder, dat zij insgelijks met en naast de Staten der bijzondere provinciën een raad voor Zijne Hoogheid kiezen, en hoe eerder hoe liever al zulke middelen helpen beramen en in het werk stellen als tot redding van het benauwde vaderland dienstig zullen worden geoordeeld. Laaten uwe gecommitteerdens u lieden van tyd tot tyd, door middel der drukpers, in het publiek openlyk verslag doen van hunne verrigtingen. Zorg voor de vryheid der drukpers, want zy is de eenige steun van u lieder nationaale vryheid. Als men niet vry tot zyne medeburgers kan spreeken, nog hen by tyds waarschouwen, dan valt het den onderdrukkeren des volks zeer gemakkelyk hunne rol te speelen: hierom is het, dat zy, wier gedrag geen onderzoek kan lyden, altyd zo teegen de vryheid van schryven en drukken yveren, en wel gaarne zouden zien, dat niets gedrukt en verkogt wierd zonder permissie."
Aan het Volk van Nederland staat in dienst van Van der Capellens persoonlijke strijd. Van der Capellen schroomt niet om de lezer telkens weer te wijzen op zijn publicaties en zijn politieke activiteiten. Zijn vertalingen van Andrew Fletcher en Richard Price, zijn verzet tegen de versterking van het leger, zijn protest tegen de uitlening van de Schotse Brigade en de militaire jurisdictie die hij een monsterlijk gedrocht noemde, zijn pleidooi voor het strikter handhaven van het regeringsreglement en natuurlijk zijn strijd tegen de drostendiensten worden genoemd alsmede de weerstand waarop hij is gestuit.
Aan het Volk van Nederland is polariserend. Van der Capellen plaatst twee groepen tegenover elkaar: de corrupte Oranjegezinde regenten, door Van der Capellen fortuinzoekers genoemd, tegenover patriotten. De patriotten zijn dissidente regenten die zich verzetten tegen de politiek van de stadhouder. Naast Van der Capellen zelf zijn dit de Amsterdamse burgemeesters Temminck, Hooft en Rendorp, de pensionarissen Van Berckel en De Gijselaar, zijn Gelderse neef Robert Jasper van der Capellen tot de Marsch en de Friese regenten Van Aylva, Van Eysinga, Humalda, Van Beijma, Wielinga en Van Haren. Niet ieder van hen werkte in 1781 al met Van der Capellen samen. Joan Derk schept in Aan het Volk van Nederland dus het idee van een bondgenootschap dat nog niet bestond en op deze manier spant hij de andere dissidenten voor zijn karretje. Zijn strijd in Overijssel is opeens heel belangrijk geworden en maakt nu deel uit van een strijd die op nationaal niveau gevoerd wordt.
Ook de affaire met de Gelderse freule Constantia van Lynden werd daarin aan de orde gesteld. Er werd gesuggereerd dat de freule mogelijk op de hoogte was van staatsgeheimen. Zij had zich uitgelaten over de status van het eiland Sint Eustatius, dat in 1781 door de Engelsen werd bezet.

## Receptie van het pamflet
Het pamflet sloeg in als een bom. Er verschenen al gauw meerdere reacties. Eén pamfletschrijver was bang dat Aan het Volk van Nederland oproer zou verwekken en noemde de Gordon Riots in Londen van 1780 als afschrikwekkend voorbeeld. De Franse ambassadeur in de Republiek, de hertog De la Vauguyon, noemde het pamflet in een bericht aan zijn regering in Versailles een "livre très condemnable" (een zeer verwerpelijk geschrift). De Engelse vertaler van het pamflet daarentegen was veel positiever en schrijft: "The editor of this translation flatters himself, that it will fix the attention, and be honoured with the approbation of the English reader. A great reward was offered in Holland for the discovery of the author of the Dutch original; a fact which proves that it must be an interesting object to the political world. Its contents may, indeed, be honestly recommended to the perusal of our countrymen, on account, both of its narrative, and argument. The pamphlet seems to have been written by a very zealous, but by a very ingenuous Republican: - it seems to have been written for use, not for show. Here is nothing seducing, declamatory, florid, - the whole tenor of this treatise is, at once, simple, and important. Its historical and expostulatory parts are equally interesting; they may be salutary warnings to this island, if they come not too late to be seasonable."

## Het geheim bewaard

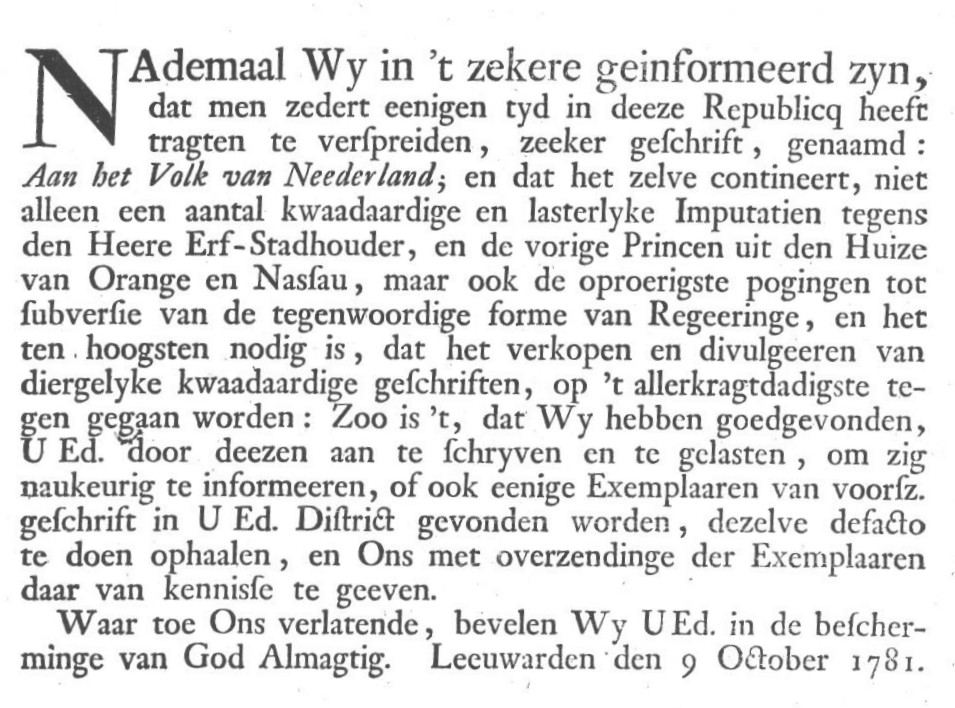
Rondschrijven van Gedeputeerde Staten van Friesland

Er werden strenge plakkaten tegen Aan het Volk van Nederland uitgevaardigd, door de gewesten maar ook door de Generaliteit. Men trachtte uit te zoeken wie de schrijver was maar pas in 1891, ruim honderd jaar na het verschijnen van het pamflet, kon onomstotelijk worden bewezen dat Van der Capellen de auteur was. In 1891 had de historicus Adriaan Loosjes een uittreksel van de autobiografie van François Adriaan Van der Kemp, die in 1787 naar Amerika was geëmigreerd, toegezonden gekregen.
Van der Kemp had daarin geschreven:
"[A]t the same time my noble friend had written a manly appeal to the People of Netherland, while I visited him at his country seat, and entrusted me with its publication and distribution. […] The effect resembled an electric shock. It was literally spread through the principal cities as well the country in a single night: and although I had employed several individuals and twenty-five hundred dollars was offered for the discovery, not one person betrayed his trust."
Het "geheim van Appeltern" werd dus heel goed bewaard. Vermoedelijk wisten behalve Van der Kemp ook Pieter Vreede en Coert Lambertus van Beyma van het geheim; volgens biograaf M. de Jong Hzn verwees Van der Capellen in brieven aan hen naar het pamflet met de afkorting BAHVVN: B(rief) A(an) H(et) V(olk) V(an) N(ederland). Ook Joan Derks neef en opvolger Robert Jasper van der Capellen tot de Marsch zou op de hoogte zijn geweest.
Door Aan het Volk van Nederland had Van der Capellen nationale bekendheid gekregen. Hij zou in 1782 en 1783 met de steun van het volk van Nederland successen boeken en enkele programmapunten uit zijn pamflet verwezenlijken.

## 20e- en 21e-eeuwse herdrukken
Twee andere tegendraadse figuren uit de Nederlandse geschiedenis, Multatuli (Eduard Douwes Dekker) en Pim Fortuyn, maakten een toespeling op dit pamflet met hun eigen geschrift met dezelfde titel, respectievelijk in 1861 en 1992, gericht tegen de politieke elite van hun tijd. In de twintigste eeuw en eenentwintigste eeuw verschenen er enkele herdrukken van Van der Capellens oproep.
- Wertheim, W.F. en A.H. Wertheim-Gijse Weenink ed., Aan het volk van Nederland: het democratisch manifest (Amsterdam 1966).
- Idem, Aan het volk van Nederland: het democratisch manifest van Joan Derk van der Capellen tot den Pol (Weesp 1981). ISBN 978-90-626-2361-7
- Zwitser, H.L. ed., Joan Derk van der Capellen. Aan het volk van Nederland. Het patriottisch program uit 1781 (Amsterdam 1987).
- Joan Derk van der Capellen tot den Pol, Aan het Volk van Nederland. Ingeleid door Ewout Klei. Met een voorwoord van Theodor Holman en een epiloog van Geerten Waling, Elsevier Boeken, Amsterdam (2016), ISBN 9789035253032.

## Engelse vertaling
- An address to the people of the Netherlands, on the present alarming and most dangerous situation of the Republick of Holland: showing the true motives of the most unpardonable delays of the executive power in putting the Republick into a proper state of defence, and the advantages of an alliance with Holland, France and America. By a Dutchman. Translated from the Dutch original (Londen 1782) - British Library, 935.i.68. Er bevindt zich ook een exemplaar in de Koninklijke Bibliotheek (pamflet 20137).